# Малый Усай
Малый Усай — река в России, протекает в Чердынском районе Пермского края. Устье реки находится в 123 км по левому берегу реки Берёзовая. Длина реки составляет 13 км.
Исток реки на западных предгорьях Северного Урала в 18 км к югу от посёлка Вижай. Река течёт на север, затем поворачивает на юго-восток и северо-восток. Всё течение проходит по ненаселённой, всхолмлённой местности. Течение быстрое. Впадает в Берёзовую в 15 км к юго-востоку от посёлка Вижай неподалёку от скалы Пещерный Камень.

## Данные водного реестра
По данным государственного водного реестра России относится к Камскому бассейновому округу, водохозяйственный участок реки — Кама от водомерного поста у села Бондюг до города Березники, речной подбассейн реки — бассейны притоков Камы до впадения Белой. Речной бассейн реки — Кама.
По данным геоинформационной системы водохозяйственного районирования территории РФ, подготовленной Федеральным агентством водных ресурсов:
- Код водного объекта в государственном водном реестре — 10010100212111100005980
- Код по гидрологической изученности (ГИ) — 111100598
- Код бассейна — 10.01.01.002
- Номер тома по ГИ — 11
- Выпуск по ГИ — 1